# Sikiana jezik
Sikiana jezik (chikena, chiquena, chiquiana, shikiana, sikiâna, sikïiyana, xikiyana, xikujana; ISO 639-3: sik), indijanski jezik kojim danas govori svega nekoliko desetaka osoba iz plemena Chiquena ili Sikiana. Većina govornika danas živi u Brazilu između rijeka Rio Cafuini i gornjik tokova Turune i Itapija, na sjeverozapadu države Pará. Etnička pripadnost u Brazilu iznosi svega 33. U Surinamu žive u selu Kwamalasamutu, na rijeci Sipaliwini, ali ga govori svega 15 osoba (Carlin 2001). Nije poznato govori li u Venezueli više itko ovim jezikom
Sikiana pripada karipskoj porodici, i s jezikom salumá [slj] čini podskupinu sikiana, šira skupina waiwai.

## Vanjske poveznice
- Ethnologue (14th)
- Ethnologue (15th)